# بني حيدر (أسلم)

تعديل مصدري - تعديل

بني حيدر هي إحدى قرى عزلة أسلم الشام بمديرية أسلم التابعة لمحافظة حجة، بلغ تعداد سكانها 142 نسمة حسب تعداد اليمن لعام 2004.